# Sabato italiano (programma televisivo)
Sabato italiano è stato un programma televisivo italiano di intrattenimento, in onda il sabato sera nella primavera del 2005, dal 9 aprile al 21 maggio, con la conduzione di Pippo Baudo dall'Auditorium del Foro Italico di Roma.   
 

## Puntate
Originariamente il programma sarebbe dovuto partire sabato 2 aprile, ma venne rinviato data la messa in onda una puntata speciale di Porta a Porta dedicata alla morte di papa Giovanni Paolo II avvenuta proprio quella sera. 
| Puntata | Messa in onda  | Ospiti | Ascolti        | Ascolti | Fonte        |
| Puntata | Messa in onda  | Ospiti | Telespettatori | Share   | Fonte        |
| ------- | -------------- | --- | -------------- | ------- | ------------ |
| 1       | 9 aprile 2005  | Gabriella Pession, Beppe Fiorello, Franco Castellano, Lorenzo Flaherty, Nino Frassica, Adriano Panatta, Adriano Pappalardo, Patrizio Rispo, Enzo Salvi | 4.162.000      | 19,06%  | [ 6 ]        |
| 2       | 16 aprile 2005 | Gianni Morandi, Riccardo Garrone, Walter Nudo, Rodolfo Laganà, Danny Méndez                                                                            | 3.906.000      | 17,72%  | [ 7 ] [ 8 ]  |
| 3       | 23 aprile 2005 | Loretta Goggi, Enrico Montesano, Vittoria Belvedere, Giorgio Borghetti, Giulio Scarpati, Valeria Valeri                                                | 3.744.000      | 17,18%  | [ 9 ] [ 10 ] |
| 4       | 30 aprile 2005 | Nino Frassica, Max Giusti, Sergio Múñiz, Serena Autieri, Natasha Stefanenko                                                                            |                |         | [ 11 ]       |
| 5       | 7 maggio 2005  | Piotr Adamczyk, Remo Girone, Barbara De Rossi, Paolo Meneguzzi, Manlio Dovì, Ornella Muti, Sebastiano Somma                                            |                |         | [ 12 ]       |
| 6       | 14 maggio 2005 | Massimo Ranieri, Enrico Brignano, Nina Morić, Mario Cipollini, Pamela Prati                                                                            |                |         | [ 13 ]       |
| 7       | 21 maggio 2005 | |                |         |              |